# 李智源
李智源（529年—575年4月16日），字孝宗，陇西郡狄道县（今甘肃省定西市临洮县）人，出自陇西李氏仆射房，东魏、北齐官员。

## 生平
李智源有器量，以司州主薄为起家官，之后历任大将军府参军事、丞相府参军事、符玺郎中、尚书主客郎中、司徒府记室参军，加号镇远将军，又出任散骑侍郎，加号翊军将军，转任高都郡、长平郡二郡太守。武平六年三月廿一日（575年4月16日），李智源在临漳县惠光里的住宅中去世，虚岁四十七，皇帝下诏赠予使持节、都督郢州诸军事、骠骑大将军、郢州刺史，武平七年岁次丙申五月戊戌朔廿日丁酉（576年7月1日），葬于邺城西南廿里野马岗东北五里家族旧墓。

## 家族

### 祖父
- 李延寔，北魏侍中、太师、录尚书、濮阳孝懿公[1]

### 父母
- 李彧，北魏侍中、中书监、开府仪同三司、广州刺史、东平郡公[1]
- 元季瑶，丰亭公主，北魏彭城武宣王元勰第二女

### 兄弟
- 李道端，东平郡公
- 李义雄，北齐琅邪郡太守
- 李礼成，隋朝上大将军、宁州刺史、绛郡公
- 李信则，隋朝沔州刺史

### 子女
李智源有子女八人
- 李民素，长子，虚岁十二时去世
- 李民范
- 李民雅
- 李民英
- 李民令
- 李氏，长女，嫁清河崔导师